# Carl Berner (arkitekt)

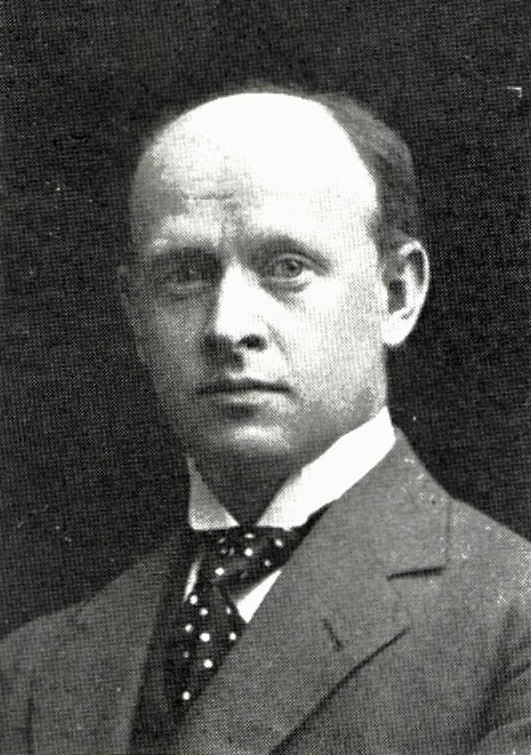
Carl Berner

Carl Berner, född den 5 oktober 1877 i Bergen, död den 30 mars 1943 i Vågå, var en norsk arkitekt, son till Carl Berner.
Berner genomgick Kristiania tekniska skolas byggnadsingenjörsavdelning och den Kongelige Kunst- og Håndværksskole, varefter han studerade arkitektur i England 1900—02, i andra länder 1903 och 1905. Från 1903 arbetade han i och ägde tillsammans med sin bror Jørgen Haslef Berner arkitektfirman Berner & Berner i Kristiania (nuvarande Oslo). Berner producerade också utanför denna framstående arbeten inom dekorativ konst. Han var ordförande för avdelningen för använd och dekorativ konst vid jubileumsutställningen i Kristiania 1914, och han var medlem av styrelsen för Kunstindustrimuseet i Kristiania.